# Modo avión (informática)

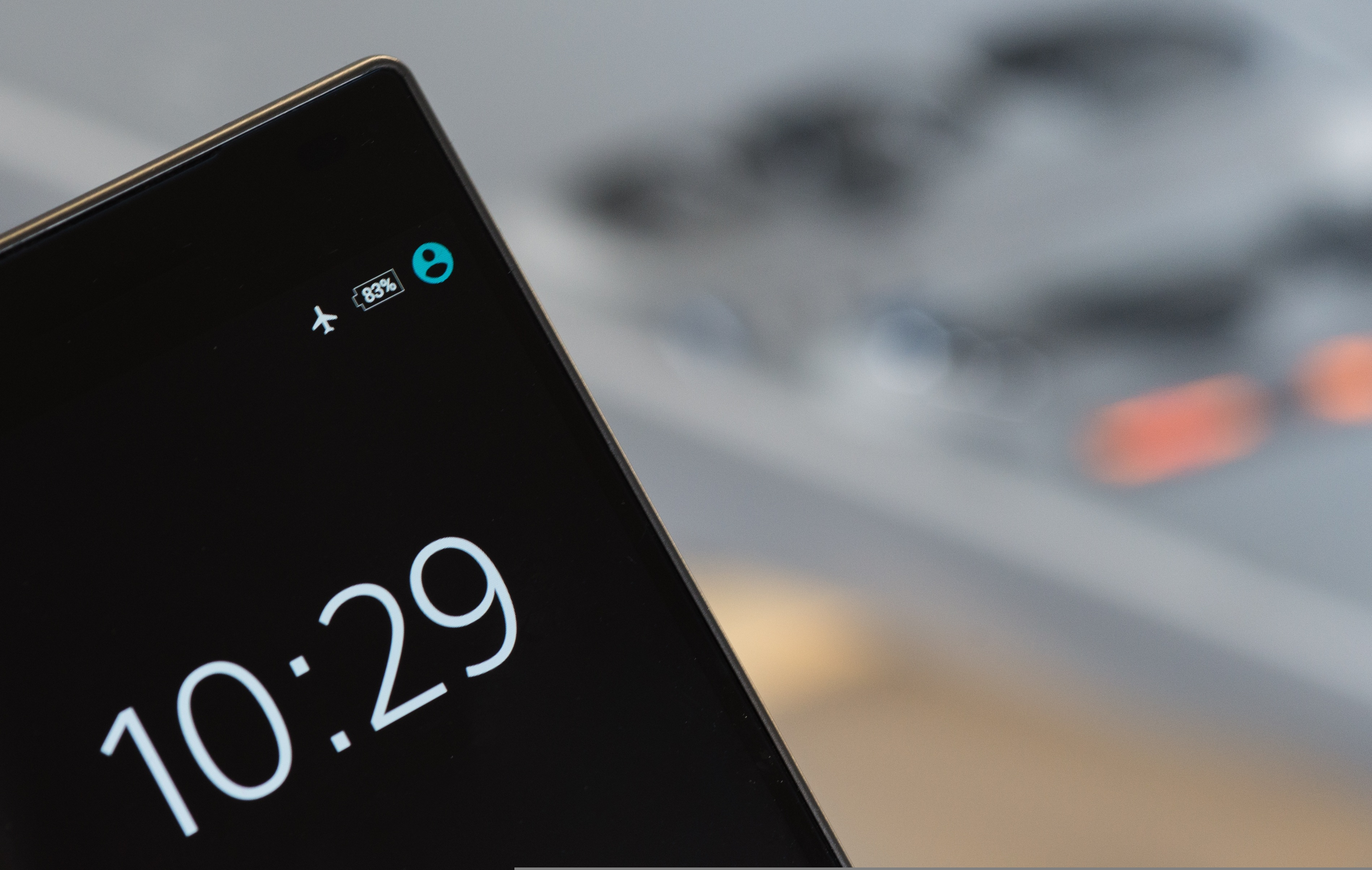
Teléfono inteligente con el modo avión activado.

El modo avión o el perfil fuera de línea es una configuración disponible en los teléfonos inteligentes y otros dispositivos portátiles. Cuando está activado, este modo suspende las tecnologías de transmisión de señales de radiofrecuencia (RF) del dispositivo (es decir, Bluetooth, telefonía y Wi-Fi ), deshabilitando de manera efectiva todos los servicios de voz y datos digitales analógicos (Si el fabricante del dispositivo electrónico los implementa correctamente). Cuando los teléfonos celulares se hicieron predominantes en la década de 1990, algunos auriculares de comunicación de los pilotos de aviones registrarían un clic audible cuando un teléfono celular en el avión transmitiera una señal. Este clic en los auriculares se convirtió en una distracción abrumadora para el control de la estructura del avión, con más y más llamadas telefónicas de los pasajeros del avión a medida que pasaba el tiempo. Esto condujo a la prohibición del uso de dispositivos electrónicos en los aviones y marcó el comienzo de la era del modo avión. Esta condición de viaje en avión divergió el desarrollo de dispositivos de red celular del hardware al software y se creó el teléfono inteligente.
El modo se llama así porque la mayoría de las aerolíneas prohíben el uso de equipos que transmiten señales de RF durante el vuelo .
Normalmente no es posible realizar llamadas telefónicas ni enviar mensajes en modo avión, pero algunos teléfonos inteligentes permiten llamadas a los servicios de emergencia . La mayoría de los dispositivos permiten el uso continuo de clientes de correo electrónico y otras aplicaciones móviles para escribir mensajes de texto o correo electrónico. Los mensajes se almacenan en la memoria para transmitirlos más tarde, una vez que se desactiva el modo avión.
Wi-Fi y Bluetooth se pueden habilitar por separado mientras el dispositivo está en modo pseudoavión, según lo permita el operador de la aeronave. Es posible que el modo avión no inhiba la recepción de señales de RF (como las de los receptores de radio y los servicios de navegación por satélite); sin embargo, tanto los transmisores como los receptores son necesarios para recibir llamadas y mensajes, incluso cuando no los responden.
Dado que los transmisores de un dispositivo se apagan cuando está en modo avión, el modo reduce el consumo de energía y aumenta la duración de la batería .

## Estatus legal en varias naciones
- China: antes de septiembre de 2017, no se permitía el uso de teléfonos móviles durante el vuelo, incluso con modo avión, aunque se pueden usar otros dispositivos en el viaje. El 18 de septiembre de 2017, la Autoridad de Aviación Civil de China relajó estas reglas y permitió que todas las compañías aéreas chinas permitieran el uso de dispositivos electrónicos portátiles (PED) durante todo el vuelo, siempre que estén en modo avión.[4]
- Europa: el 9 de diciembre de 2013, la Agencia Europea de Seguridad Aérea actualizó sus directrices sobre dispositivos electrónicos portátiles (PED), permitiéndoles ser utilizados durante todo el vuelo siempre y cuando estén configurados en modo Avión.[5]
- India: el 23 de abril de 2014, la Dirección General de Aviación Civil (DGCA) modificó la regla que prohíbe el uso de dispositivos electrónicos portátiles y permite su uso en todas las fases del vuelo.[6]
- Estados Unidos: en una revisión revisada en octubre de 2013, la Administración Federal de Aviación (FAA) de los Estados Unidos hizo una recomendación sobre el uso de dispositivos electrónicos en "modo avión": la telefonía celular debe estar deshabilitada, mientras que Wi-Fi puede usarse si la aerolínea lo ofrece. La transmisión de corto alcance, como Bluetooth, está permitida en aeronaves que pueden tolerarla. La declaración cita la práctica común de los operadores de aeronaves cuyas aeronaves pueden tolerar el uso de estos dispositivos electrónicos personales, pero el uso aún puede estar prohibido en algunos modelos de los mismos.[7]